# La virtù trionfante dell’amore e dell’odio overo Il Tigrane
La virtù trionfante dell’amore e dell’odio overo Il Tigrane (deutsch etwa ‚Die über die Liebe und den Hass triumphierende Tugend oder Tigrane‘), RV 740, ist ein Pasticcio einer Opera seria (Originalbezeichnung: „Dramma per musica“) in drei Akten von Benedetto Micheli (erster Akt und Intermezzi), Antonio Vivaldi (zweiter Akt) und Nicola Romaldi (dritter Akt) mit einem Libretto von Pietro Antonio Bernardoni. Es wurde in der Karnevalssaison 1724 im Teatro Capranica in Rom uraufgeführt.

## Handlung

### „Argomento“
Das gedruckte Libretto von 1724 enthält die folgende Einleitung:

“Quel famoso Mitridate Rè di Ponto, & altre Provincie nell’Asia, che con quarant’ anni di continua Guerra quasi stancò la Potenza Romana, e per maggiormente fortificarsi contro la medesima ricercò per Collegato, e per Genero Tigrane Rè di Armenia, a cui diede in Sposa Cleopatra sua Figlia, come riferisce Giustino al lib. 38. Fingesi, che tra i Rè d’Armenia, e di Ponto fosse grave, ed antica inimicizia; ma invaghitosi Tigrane per fama della bellezza di Cleopatra, & acceso maggiormente per la veduta del suo Ritratto, si portasse incognito, e sotto nome di Farnace alla Corte, ed indi a servir nelle Armate del di lei Padre, delle quali in poco tempo per le sue valorose azzioni gingesse al Comando, & ottenese per Mitridate più vittorie acquistando per lui i Regni di Bittinia, e Capadocia con spogliarne del primo Nicomede, e del secondo Ariobarzane.
 Parimente fingesi, che Tigrane appena veduta Cleopatra, & ella lui, si accendessero reciprocamente, ma in occulto: E che Mitridate già libero per morte della Consorte s’invaghisse d’Apamia Dama di Ponto, ma da questa non corrisposto, bensì lusingato, e ciò per esser’ ella amante occulta di Tigrane, al quale scopertasi ne viene dal medesimo con varj pretesti ripulsata, & anche a fine d’esser’ arbitra de’ Regj voleri, e favorire i disegni ambitiosi d’Oronte suo Fratello, che sù la base degl’amori Reali fabrica le sue speranze al Trono aspirando alle nozze di Cleopatra, che lo disprezza, e lo rigetta; ma alla fine e di questi Amori, e degl’Odj tra i Re d’Armenia, e di Ponto trionfa la Virtù di Tigrane, e la Costanza di Cleopatra. Sopra il sudetto Istorico fondamento, e sopra detti verisimili avvenimenti è fondato il presente Drama, intitolato: La Virtù Trionfante dell’Amore, e dell’Odio, ò vero il Tigrane, il quale principia dall’ultima azzione di Tigrane, e dal suo disbarco del Porto di Sinope, ov’è ricevuto da Mitridate.”

„Jener berühmte Mitridate, König von Pontos und anderen Provinzen in Asien, der in vierzig Jahren kontinuierlichen Kriegs beinahe die römische Macht schwächte, wollte, um sich besser gegen dieselbe zu rüsten, Tigrane, den König von Armenien, zum Verbündeten und Schwiegersohn gewinnen und ihm seine Tochter Cleopatra zur Frau geben, wie Justin im 38. Buch berichtet. Es wird angenommen, dass eine große und alte Feindschaft zwischen den Königen von Armenien und Pontos bestand. Dennoch begab sich Tigrane, der durch den Ruf von Cleopatras Schönheit und noch mehr durch ihr Bildnis entflammt war, inkognito und unter dem Namen Farnace an den Hof und diente dann in den Armeen ihres Vaters, in denen er nach kurzer Zeit durch seine herausragenden Handlungen die Befehlsgewalt erhielt und weitere Siege für Mitridate erzielte, indem er für ihn die Königreiche von Bithynien und Kappadokien gewann, das erstere von Nikomedes, das zweite von Ariobarzanes.
 Weiter wird angenommen, dass sich Tigrane und Cleopatra auf den ersten Blick ineinander verliebten, dies jedoch geheim hielten; und dass Mitridate, der nach dem Tod seiner Frau wieder frei war, sich in Apamia, eine Dame aus Pontos, verliebte, die seine Gefühle zwar nicht erwiderte, sich jedoch geschmeichelt fühlte. Diese war heimlich in Tigrane verliebt, der sie zurückwies, obwohl sie sich ihm unter verschiedenen Vorwänden offenbarte, und auch um den königlichen Willen zu befolgen und die geheimen Pläne ihres Bruders Oronte zu unterstützen, der auf Basis der königlichen Liebe seine Hoffnungen auf den Thron auf eine Ehe mit Cleopatra setzte, die ihn verachtete und abwies. Aber schließlich sorgten diese Liebe und der Hass zwischen den Königen von Armenien und Pontos dafür, dass die Tugend Tigranes und die Treue Cleopatras den Sieg erhielten. Auf diesem historischen Fundament und den genannten wahrscheinlichen Ereignissen basiert das vorliegende Drama mit dem Titel: Die über die Liebe und den Hass triumphierende Tugend, oder Tigrane, das mit den letzteren Handlungen des Tigrane beginnt und mit seiner Ankunft im Hafen von Sinope, wo er von Mitridate empfangen wurde.“

### Kurzfassung
Vorgeschichte. Seit langem herrscht Feindschaft zwischen dem armenischen König Tigrane und dem pontischen König Mitridate. Als Tigrane von der Schönheit von Mitridates Tochter Cleopatra erfährt, begibt er sich inkognito unter dem Namen Farnace an den pontischen Hof, wo er sich in sie verliebt. Um ihre Hand zu erhalten, übernimmt er ein Kommando in der pontischen Armee und zieht erfolgreich für Mitridate in den Krieg.
Erster Akt. Zusammen mit seinem Freund Clearte kehrt Farnace/Tigrane im Triumph nach Sinope, die Hauptstadt von Pontos, zurück. Dort bemüht sich die Hofdame Apamia um ihn. Er weist sie jedoch ab, da er noch immer Cleopatra liebt. Von deren Vormund Arbante erfährt er, dass er in Apamias Bruder Oronte einen Rivalen um Cleopatra hat, der zudem die Unterstützung Mitridates besitzt. Letzterer wiederum wirbt um Apamia, die aber Farnace vorzieht. Apamia und Oronte überreden Mitridate, Cleopatras Verlobung mit Farnace zu lösen und sie mit Oronte zu vermählen. Sie ist damit keineswegs einverstanden. Tigrane offenbart Cleopatra seine wahre Identität und stürzt sie in große Verwirrung, da sie von seiner alten Feindschaft mit ihrem Vater weiß.
Zweiter Akt. Um sich von ihrem Schreck zu erholen, legt sich Cleopatra im Garten schlafen. Tigrane betrachtet sie wehmütig. Oronte nutzt die Gelegenheit, um ihn anzugreifen, und Tigrane muss sich mit seinem Degen verteidigen. In diesem Moment erscheint Mitridate und lässt Tigrane verhaften, da er glaubt, er habe seine Tochter ermorden wollen. Trotz Cleopatras Flehen will er ihn hinrichten lassen. Apamia, die Tigrane insgeheim noch immer liebt, überredet Mitridate jedoch, ihn ihrem Urteil zu überlassen. Im Kerker erhält Tigrane Besuch von Clearte, der ihm Mut macht, von Apamia, die ihm ihre Liebe erklärt, und von Cleopatra, die ihm einen Geheimgang nach draußen zeigt. Der von Mitridate gesandte Mörder findet anstelle von Tigrane nur Cleopatra in der Zelle vor. Mitridate ist zutiefst empört über den Verrat seiner Tochter. Eine angebotene Versöhnung durch eine Ehe mit Oronte lehnt sie ab. Wenig später erobern Tigrane und Clearte mit ihren Truppen die Stadt. Cleopatra glaubt irrtümlich, Tigrane habe ihren Vater getötet, und fällt in Ohnmacht.
Dritter Akt. Mitridate enterbt seine Tochter und verspricht Apamia, als Königin an seiner Seite zu herrschen. Oronte fällt in die Hände der Feinde, wird von Tigrane aber großmütig wieder freigelassen. Trotz aller Warnungen kehrt Cleopatra zu ihrem Vater zurück, und Tigrane folgt ihr. Die beiden kommen rechtzeitig zu Mitridates und Apamias Hochzeitsfeier. Noch immer besteht Mitridate darauf, dass Cleopatra für eine Aussöhnung Oronte heiraten müsse, was sie weiterhin ablehnt, da sie fest zu Tigrane steht. Auch Tigrane würde lieber sterben, als auf Cleopatra zu verzichten. Da jetzt auch Oronte und Apamia für das Paar eintreten, gibt Mitridate nach und willigt in ihre Ehe ein.

### Erster Akt
Meereshafen mit festlich geschmückten Schiffen und Triremen; hell erleuchteter Platz an Land mit Bögen, Statuen und Trophäen
Szene 1. Der armenische König Tigrane ist unter dem Namen Farnace für den pontischen König Mitridate in den Krieg gezogen und hat zusammen mit seinem Freund und Verbündeten Clearte einen großen Sieg errungen. Jetzt kehrt er im Triumph nach Sinope zurück (Chor: „Vivi, e regna invitto Rè“). Mitridate ehrt die Sieger (Arie Mitridate: „Invitti Guerrieri“).
Szene 2. Als die Hofdame Apamia Tigrane ihre Liebe gesteht, weist der sie zurück. Sie will die Hoffnung aber nicht so schnell aufgeben (Arie Apamia: „Voglio sperar, si, si“).
Szene 3. Tigrane teilt Clearte mit, dass sein Herz bereits an Mitridates Tochter Cleopatra vergeben sei. Clearte weiß, dass sein Freund inkognito an den Hof seines Feindes Mitridate gekommen ist, um Cleopatra für sich zu gewinnen. Er verspricht ihm seine Unterstützung.
Szene 4. Cleopatras Vormund Arbante informiert die beiden darüber, dass Apamias Schwester Oronte sich Hoffnung auf Cleopatra mache. Er könne dabei mit ihrer Unterstützung rechnen, da Mitridate ein Auge auf sie geworfen habe.
Szene 5. Da die Zeit drängt, beschließt Tigrane, sich Cleopatra zu offenbaren. Clearte mahnt zur Vorsicht (Arie Clearte: „A quelle beltà“).
Szene 6. Dennoch bleibt Tigrane bei seinem Vorhaben (Arie Tigrane: „Occhi belli del mio Nume“).
Cleopatras Gemächer im Königspalast
Szene 7. Mitridate macht Apamia den Hof. Diese liebt jedoch Farnace, der Cleopatra versprochen ist. Sie und Oronte überreden Mitridate, seine Tochter stattdessen mit Oronte zu vermählen.
Szene 8. Als Mitridate Cleopatra dies mitteilt, weigert sie sich, Farnace zugunsten eines Vasallen aufzugeben. Mitridate bleibt jedoch hart (Arie Mitridate: „Penze, che Padre io sono“).
Szene 9. Cleopatra weiß genau, dass Apamia und Oronte dahinterstecken. Sie schwört ihnen Rache (Arie Cleopatra: „Forse un dì Scettro sovrano“).
Szene 10. Apamia will Oronte auf jede erdenkliche Weise unterstützen (Arie Apasia: „Vezzi, lusinghe e sguardi“).
Szene 11. Oronte vertraut seiner Schwester (Arie Oronte: „Se vede una stelle“).
Szene 12. Cleopatra will Farnace weiterhin die Treue halten, obwohl sie über seine Herkunft im Unklaren ist.
Szene 13. Tigrane offenbart Cleopatra seine wahre Identität als alter Feind ihres Vaters. Obwohl er ihr anbietet, mit seinem eigenen Tod für diese Täuschung zu büßen (Arie Tigrane: „Se vuoi, che à morir vada“), gerät sie in einen schweren Gewissenskonflikt (Arie Cleopatra: „Nemico adorato“).

### Zweiter Akt
Blumengarten mit Lauben und Brunnen
Szene 1. Cleopatra versucht, ihre Ruhe wiederzugewinnen (Arie Cleopatra: „Qui mentre mormorando“).
Szene 2. Traurig betrachtet Tigrane die schlafende Cleopatra, die ihm im Traum ihr Vertrauen ausspricht. Apamia und Oronte nähern sich, und Oronte greift Tigrane an. Der zieht seinen Degen, um Cleopatra zu verteidigen. Von dem Lärm erwacht Cleopatra.
Szene 3. Mitridate erscheint mit seinen Wachen und lässt Tigrane verhaften, den er für den Angreifer hält. Tigrane gibt sich ihm zu erkennen, lässt sich aber widerstandslos festnehmen. Er ist bereit, für Cleopatra in den Tod zu gehen (Arie Tigrane: „Mi vedrai con lieta fronte“).
Szene 4. Cleopatra bekennt sich ihrem Vater gegenüber zu Tigrane (Arie Cleopatra: „Squarciami pure il seno“). Wütend kündigt ihr Mitridate Tigranes Tod an. Da greift Apamia ein und bittet ihn, den Gefangenen in ihre Gewalt zu übergeben. Mitridate ist einverstanden. Sie darf mit Tigrane tun, was immer ihr beliebt (Arie Mitridate: „Care pupille tra mille e mille“). Oronte weist sie darauf hin, dass auch sein eigenes Schicksal von ihrer Entscheidung abhänge. Ihrer beider Zukunft sei nur durch Tigranes Tod sicherzustellen (Arie Oronte: „Se lascio d’adorare“). Apamia will jedoch den noch immer von ihr geliebten Tigrane nicht verlieren (Arie Apamia: „In quella solo in quella“).
Gemächer im Königspalast, in denen Tigrane bewacht wird
Szene 5. Tigrane überlässt sich seiner Verzweiflung.
Szene 6. Durch einen Geheimgang, den ihm Cleopatra gezeigt hat, kommt Clearte in den Kerker und spricht Tigrane Mut zu. Er fürchtet allerdings, dass Cleopatra noch mehr Leid bevorsteht (Arie Clearte: „Oh quante lacrime“).
Szene 7. Apamia erklärt Tigrane ihre Liebe, wird von diesem aber zurückgewiesen. Sie schwört Rache (Arie Apamia: „Ti lascio ò core ingrato“).
Szene 8. Schließlich erscheint auch Cleopatra und befreit Tigrane aus dem Kerker. Sie wagt es nicht, ihren Vater zu verlassen, gibt Tigrane aber zum Abschied ein Andenken an ihre Liebe (Duett Cleopatra/Tigrane: „Ahi partenza ahi doglia amara“).
Szene 9. Oronte führt einen Wachmann in die Zelle, der Tigrane im Auftrag des Königs Gift bringen soll. Tigrane ist jedoch bereits geflohen, und die beiden finden nur Cleopatra vor.
Szene 10. Mitridate beschimpft seine Tochter wütend (Arie Mitridate: „Sin che tronca non vedrassi“).
Szene 11. Oronte umwirbt Cleopatra mit dem Versprechen, dadurch dem Zorn ihres Vaters entgehen zu können. Sie würde jedoch lieber sterben (Arie Cleopatra: „Lascierà l’amata salma“).
Szene 12. Arbante informiert Oronte darüber, dass Tigrane und Clearte inzwischen mit ihren Truppen die Stadt erobert haben und Mitridate geflohen sei. Cleopatra und Apamia seien schutzlos zurückgeblieben. Oronte ist bereit zu einem Gegenschlag (Arie Oronte: „Farà la mia spada“).
Teil der Stadt mit Soldatenzelten; im Vordergrund die von den Rammböcken und Kriegsmaschinen Tigranes und Cleartes zerstörten Schlossmauern
Szene 13. Bei ihrer Suche nach Cleopatra treffen Tigrane und Clearte auf Oronte und seine Leute, die sie in einer Schlacht besiegen und in die Flucht schlagen.
Szene 14. Cleopatra und Tigrane treffen endlich wieder zusammen. Da sein Degen blutbefleckt ist, glaubt sie, er habe ihren Vater getötet, und fällt in Ohnmacht (Arie Tigrane: „Solca il mar e nel periglio“).

### Dritter Akt
Königliche Gemächer Mitridates
Szene 1. Mitridate bietet Apamia die Ehe an. Er erklärt seine Tochter Cleopatra für enterbt und verspricht Apamias Nachkommen die Nachfolge auf dem Thron (Arie Apamia: „Se per te mio caro sposo“ – Arie Mitridate: „Freme il mare, e la nave del regno“).
Das Lager der von Clearte und Tigrane angeführten Massageten mit einem großen Zelt, in dem die bewusstlose Cleopatra liegt
Szene 2. Clearte führt Tigrane den von ihren Soldaten gefangen genommenen Oronte vor. Tigrane zeigt sich großmütig. Er lässt Oronte frei und schickt ihn mit einer friedfertigen Botschaft zu Mitridate (Arie Oronte: „Amarti non devo“).
Das Zelt wird geöffnet, und man sieht Cleopatra, die sich von ihrem Schwächeanfall erholt
Szene 3. Cleopatra überredet Tigrane, sie zu ihrem Vater zurückkehren zu lassen, den sie in Gefahr glaubt (Arie Cleopatra: „Mira il pianto, in cui mi struggo“). Tigrane beschließt, ihr trotz aller Gefahren zu folgen (Arie Tigrane: „Più tiranna gelosia“).
Szene 4. Tigrane übergibt Clearte das Kommando über das Heer und verabschiedet sich von ihm (Arie Tigrane: „Tibasti di saper“ – Arie Clearte: „Alle scosse d’empia sorte“).
Apamias Garten
Szene 5. Oronte schwärmt seiner Schwester Apamia gegenüber von Tigranes Großzügigkeit. Sie wiederum teilt ihm mit, dass sie Mitridate heiraten werde (Arie Apamia: „Se in un bel viso“ – Arie Oronte: „Se ogn’or di pena in pena“).
Das Innere des Jupiter-Tempels mit dem Altar Hymens. Gefäße, Gaben und Opferinstrumente
Szene 6. Mitridate eröffnet die Hochzeitsfeierlichkeiten mit einer Anklage gegen seine verräterische Tochter und erklärt Apamia zur neuen Königin. Der von Tigrane freigelassene Oronte kommt hinzu.
Szene 7. Apamia wird von Mitridate öffentlich zur Königin ernannt (Arie Mitridate: „Vieni, ò bella, che regina“).
Szene 8. Cleopatra und Arbante unterbrechen die Zeremonie. Cleopatra bittet ihren Vater um Vergebung. Mitridate will diese ihr jedoch nur unter der Bedingung gewähren, dass sie Oronte heiratet. Da Cleopatra das weiterhin ablehnt (Arie Cleopatra: „Padre, ahi come“), verstößt ihr Vater sie.
Szene 9. Jetzt erscheint auch Tigrane und erklärt, dass Cleopatra ihm bereits die Treue geschworen habe und daher keinen anderen Mann heiraten könne. Er und Cleopatra versichern, lieber sterben zu wollen als einander aufzugeben. Tigrane beharrt außerdem darauf, niemals verräterisch gehandelt zu haben. Diese Tugendhaftigkeit beeindruckt sogar Apamia und Oronte, die sich nicht länger gegen das Paar stellen. Schließlich gibt auch Mitridate nach. Er vergibt seinem einstigen Feind Tigrane und gibt den beiden seinen Segen (Ensemble: „Mio cor ti annodo“).

## Gestaltung

### Libretto
Der Autor des Librettos wurde erst spät identifiziert. Es handelt sich um einen Text von Pietro Antonio Bernardoni, der erstmals am 25. Juli 1710 mit Musik von Antonio Maria Bononcini am Wiener Hof gespielt worden war.:336 Möglicherweise hatte es der Botschafter der Habsburger, Fürst Borghese, nach Rom gebracht.:327 Spätere Vertonungen stammen von Johann Adolph Hasse (Neapel 1729) und Geminiano Giacomelli (Piacenza 1733). Für eine Aufführung im venezianischen Teatro San Giovanni Grisostomo im Jahr 1741 mit Musik von Giuseppe Arena überarbeitete Carlo Goldoni das Libretto. Diese Fassung wurde u. a. auch von Christoph Willibald Gluck (1743) und Giovanni Battista Lampugnani (1747) vertont. Da Goldoni den Autor seiner Vorlage lediglich mit „penna erudita“ (‚gelehrter Schriftsteller‘) angab, glaubte man längere Zeit irrtümlich, es handle sich um Francesco Silvanis La virtù trionfante degli amori e degli odii, das 1691 mit Musik von Marc’Antonio Ziani im Teatro San Salvatore gezeigt worden war und einen ähnlichen Handlungsverlauf besitzt, allerdings mit anderen Charakteren und bei den Skythen angesiedelt.:336 Das Tigrane-Sujet wurde auch in vielen anderen Opern verarbeitet.
Bernardonis Sprache orientiert sich in den Dialogen an Apostolo Zeno und dem Dichterkreis der Accademia dell’Arcadia. Er zeigt eine Vorliebe für rhetorische Figuren wie der Stichomythie, eines rasch aufeinander folgenden Wechsels kurzer Sätze.:337

### Musik
Das Orchester dieser Oper besteht ausschließlich aus Streichern und Basso continuo.:153 In Cleopatras Arie „Qui mentre mormorando“ (II:1) werden Viola und Violoncello solistisch eingesetzt.:154

### Musiknummern
Der von Vivaldi stammende zweite Akt der Oper enthält die folgenden Musiknummern:
- Szene 1. Rezitativ: „Lasciatemi in riposo qualche momento almeno“
  - Arie (Cleopatra): „Qui mentre mormorando“ – Andante (Es-Dur); für Violinen I/II, Viola/Violoncello
- Szene 2. Rezitativ: „Misero. Io vivo ancora? e pur di morte“
- Szene 3. Rezitativ: „Olà, fermate l’armi“
  - Arie (Tigrane): „Mi vedrai con lieta fronte“ – Allegro (D-Dur); für Streicher und Basso continuo
- Szene 4. Rezitativ: „E Cleopatra soffre d’un inimico il guardo?“
  - Arie (Cleopatra): „Squarciami pure il seno“ – Allegro (C-Dur); für Streicher und Basso continuo
  - Rezitativ: „Della sua morte il gelo“
  - Arie (Mitridate): „Care pupille tra mille e mille“ – Allegro (F-Dur); für Streicher und Basso continuo (1. Fassung); vgl. La verità in cimento RV 739 I:1
  - Rezitativ: „Germana in tuo poter hoggi è il mio fato“
  - Arie (Oronte): „Se lascio d’adorare“ – Allegro non molto (g-Moll); für Violinen I/II, Viola und Basso continuo
  - Rezitativ: „Ch’io dia morte à chi adoro?“
  - Arie (Apamia): „In quella solo in quella“ – Allegro (G-Dur); für Violinen I/II, Viola und Basso continuo; vgl. Armida al campo d’Egitto RV 699c I:9; Tieteberga RV 737 III:2
- Szene 5. Rezitativ: „Mura felici un tempo, e glorioso mio dolce soggiorno“
- Szene 6. Rezitativ: „Tigrane amico per occulto ingresso“
  - Arie (Clearte): „Oh quante lacrime“ – Allegro (F-Dur); für Violinen I/II, Viola und Basso continuo; vgl. Arsilda, regina di Ponto RV 700 II:8; La verità in cimento RV 739 III:6
- Szene 7. Rezitativ: „Oh perverso destin! All’or che mi consola“
  - Arie (Apamia): „Ti lascio ò core ingrato“ – Allegro (B-Dur); für Streicher und Basso continuo
  - Rezitativ: „Il tuo furor non temo, la morte non pavento“
- Szene 8. Rezitativ: „Tigrane amato Oh Dei, che miro!“
  - Duett (Cleopatra, Tigrane): „Ahi partenza ahi doglia amara“ – Allegro non molto (C-Dur); für Streicher und Basso continuo
- Szene 9. Rezitativ: „Pur alla fin respiro“
- Szene 10. Rezitativ: „Oh tu, che tanto ardita“
  - Arie (Mitridate): „Sin che tronca non vedrassi“
- Szene 11. Rezitativ: „Principessa, già che pietàde alcuna“
  - Arie (Cleopatra): „Lascierà l’amata salma“ – … (B-Dur); für Violinen I/II, Viola/Violoncello; vgl. La Gloria e Himeneo RV 687.14
  - Rezitativ: „Deh che più far poss’io“
- Szene 12. Rezitativ: „Signor, che fai? Farnace, ò sia Tigrane“
  - Arie (Oronte): „Farà la mia spada“ – Allegro (A-Dur); für Streicher und Basso continuo
- Szene 13. Rezitativ: „Tigrane invitto ecco di tue fortune“
- Combattimento (ohne Text und Musik)
  - Rezitativ: „Già il dirocatto muro n’apre varco bastante“
- Szene 14. Rezitativ: „Ah Tigrane ove vai? ferma: che tenti?“
  - Arie (Tigrane): „Solca il mar e nel periglio“ – Allegro (c-Moll); für Violinen I/II und Viola/Basso continuo

Anhang
- II:4. Arie (Mitridate): „Care pupille tra mille e mille“ – … (a-Moll); für Streicher und Basso continuo (2. Fassung); vgl. La Gloria e Himeneo RV 687.12

## Werkgeschichte
Die in der Karnevalssaison 1724 im Teatro Capranica in Rom  gespielte Opera seria La virtù trionfante dell’amore e dell’odio overo Il Tigrane ist eine Gemeinschaftskomposition. Die Musik des ersten Akts und der Intermezzi stammt von Benedetto Micheli, die des zweiten Akts von Antonio Vivaldi und die des dritten Akts von Nicola Romaldi.:335 In dem von Antonio Maria Bononcini bereits 1710 verfassten Libretto wurden bis auf zwei (III:3 und III:4) alle Arientexte durch andere ersetzt.:337
Aufgrund eines Dekrets von Papst Sixtus V. aus dem Jahr 1588, das Frauen Bühnenauftritte im Kirchenstaat untersagte, wurden bei der Uraufführung alle Rollen mit Männern besetzt. Abgesehen von der Tenor-Partie des Mitridate und der Bass-Partie des Arbante handelte es sich um Kastraten. Den Angaben im Libretto zufolge sangen Antonio Barbieri (Mitridate), Paolo Mariani (Tigrane), Giacinto Fontana „Farfallino“ (Cleopatra), Giovanni Ossi (Oronte), Girolamo Bartoluzzi (Apamia), Carlo Pera (Clearte) und Pietro Mozzi (Arbante). Die Bühnenbilder stammten von Alessandro Mauri. Für die Kampfszenen war Filippo Benaglia zuständig. Die von Federico Capranica unterzeichnete Widmung im gedruckten Libretto gilt Faustina Mattei Conti, der Ehefrau von Marco Antonio Conti, einem Neffen des damaligen Papstes Innozenz XIII.:334f
Von der Musik des ersten und dritten Aktes sind nur drei Arien der Apamia überliefert: Michelis „Voglio sperar, si, si“ (I:2) und „Vezzi, lusinghe e sguardi“ (I:10) sowie Romaldis „Se per te mio caro sposo“ (III:1). Vivaldis Manuskript des zweiten Akts dagegen ist weitgehend in Turin erhalten (I-Tn, Giordano 37, Bl. 2–56). Er hatte mehrere Arien aus früheren Werken übernommen.:337 Die für ein Liebeslied eines Tyrannen ungewöhnlich sanftmütige Arie „Care pupille tra mille e mille“ (II:4) ersetzt Vivaldi später durch eine zweite Fassung.:338 Die Szene II:10 schließt mit einem Hinweis auf eine Arie des Mitridate, für die keine Musik erhalten ist. Vermutlich wurde hier eine Einlegearie gesungen. Auch für die Schlachtszene (II:13) fehlt die Musik.:339
2003 präsentierte die Budapester Kammeroper eine konzertante Rekonstruktion der Oper, die der Dirigent Pal Németh mit Arien aus anderen Werken Vivaldis vervollständigte. Nach einer konzertanten Aufführung am 15. September 2003 beim VI. Festival Alter und Neuer Musik in der Barocken Kirchenruine von Kiscell folgten am 29. März 2004 eine weitere konzertante Vorstellung beim Budapester Frühlingsfestival und ab dem 31. Juli 2004 mehrere szenische Aufführungen in einer Inszenierung und mit Kostümen von Domokos Moldovan im Barocken Theatersaal von Schloss Gödöllő. Eine Studioaufnahme des zweiten Akts wurde auf CD veröffentlicht.

## Aufnahmen
- 29. März 2004 – Pál Németh (Dirigent), Orchester und Chor der Budapester Kammeroper.
 Timothy Bench (Mitridate), Artur Stefanowicz (Tigrane), Beatrix Fodor (Cleopatra), Zsolt Molnár (Oronte), Júlia Hajnóczy (Apamia), Barnabás Hegyi (Clearte), László Jekl (Arbante).
 Live, konzertant aus Budapest; die beiden fehlenden Akte wurden mit Hilfe anderer Stücke Vivaldis rekonstruiert.[2]:18[6]:22135
- 2004 – Pál Németh (Dirigent), Savaria Baroque Orchestra.
 Timothy Bench (Mitridate), Artur Stefanowicz (Tigrane), Mónika González (Cleopatra), Zsolt Molnár (Oronte), Ildikó Szakács (Apamia), Barnabás Hegyi (Clearte), László Jekl (Arbante).
 Studioaufnahme, nur zweiter Akt.
 Hungaroton HCD 32320 (1 CD).[6]:22134